# Línia evolutiva de Rattata
Aquesta línia evolutiva de Pokémon inclou Rattata i Raticate.

## Rattata
Rattata és una de les espècies que apareixen a la franquícia Pokémon. És un dels Pokémon més comuns de tot el joc, al mateix nivell que Zubat i només una mica per darrere de Tentacool. És un Pokémon típic en els equips dels entrenadors novells.

### Etimologia[calcitació]
El nom Rattata és una mescla dels mots anglesos rat ('rata') i attack ('atac').

### Morfologia[calcitació]
Rattata s'assembla molt a un ratolí o una rata. És un quadrúpede amb pelatge lila (blanc cremós a la panxa), ulls vermells, dos bigotis gruixuts i una cua corba.
És un dels Pokémon més prolífics del món, i pot construir el seu cau a quasi qualsevol lloc; ho farà si la zona té un subministrament suficient d'aliments. Tampoc fila molt prim quant al menjar; és un omnívor en el sentir més ample de la paraula, és a dir, que es menjaria qualsevol cosa que pugui trobar. Una vegada s'ha quedat a viure a algun lloc, es multiplicarà molt ràpidament, arribant a formar plagues. Es diu que veure un sol Rattata ja vol dir que n'hi ha almenys 40 als voltants.
Com que és petit i pot ser una presa fàcil, Rattata està constantment alerta per si hi ha perill. No para de moure's amunt i avall i, fins i tot quan dorm, continua movent les orelles, intentant descobrir algun soroll de perill. Si no té més remei que defensar-se, mostra una vitalitat i resistència impressionants. Es mou amb rapidesa i mossega el seu enemic amb els seus ullals, que són molt llargs i afilats. Com en molts rosegadors de la vida real, els ullals de Rattata creixen constantment durant la seva vida, de manera que se'ls ha de llimar periòdicament rosegant objectes durs. Sol robar menjar d'entrenadors incauts.

### En els videojocs[calcitació]
Juntament amb Zubat, Rattata és el Pokémon més comú de les regions de Kanto i Johto. Per a molts entrenadors, Rattata és la primera captura, i un dels que solen entrenar al principi del joc.
Rattata és un Pokémon ràpid i amb un bon atac, però la resta dels seus atributs són bastant baixos. Té el potencial d'aprendre molts atacs elementals poderosos, però el seu baix nivell d'atac especial fa que no siguin gaire útils. Si poden, els jugadors solen preferir la forma evolucionada de Rattata, un Raticate. Si pel que fos han de conformar-se amb Rattata, les millors opcions per a atacar són moviments com ara Híper Ullal, Cop de Cos o fins i tot Doble Fulla.

### A l'anime[calcitació]
Al contrari que als jocs, Rattata no ha aparegut gaire a Pokémon. Va ser un dels primers Pokémon dels quals Ash buscà informació a la Pokédex. Misty n'utilitza un, propietat d'un altre entrenador, per intentar lluitar contra el Team Rocket quan ataquen el Centre Pokémon de Viridian City.

## Raticate
Raticate és una de les espècies que apareixen a la franquícia Pokémon. És la forma evolucionada del prolífic Rattata, que supera en dimensions. A més, els seus ullals són encara més forts que els de la seva forma preevolucionada.

### Etimologia
El nom Raticate és una mescla dels mots anglesos rat ('rata') i erradicate ('erradicar').

### Morfologia[calcitació]
Raticate s'assembla a un rosegador gran, i potser està basat en la llúdria. Té un pelatge de color marró clar, una llarga cua, i unes potes darreres amb 3 dits a cadascuna
És un predador, i la majoria dels seus trets estan adaptats per a aquesta tasca. Els seus bigotis l'ajuden a romandre en equilibri i si són tallats, Raticate es torna més lent. Les seves potes amb membranes poden servir com a aletes, de manera que pot nedar en rius quan caça.
Si és atacat, Raticate s'alça sobre les potes darreres, mostra els ullals i gruny a l'enemic, en un intent d'intimidar-lo. Els ullals són la seva arma principal, i pot rosegar-hi qualsevol cosa. Com en alguns rosegadors reals, els ullals de Raticate creixen contínuament, i els ha de mantenir curts rosegant roques, fusta o fins i tot casa. D'aquesta manera, és capaç d'acabar amb edificis. El seu atac Híper Ullal pot espantar un enemic fins i tot abans del començament de la batalla.

### En els videojocs[calcitació]
Es poden trobar Raticate en diversos llocs de Kanto i Johto, i també pot ser aconseguit evolucionant un Rattata, molt comú en aquestes regions.
Raticate és dèbil contra els Pokémon de tipus lluita, i la majoria dels atacs que aprèn no afecten els Pokémon fantasma. Té un bon nivell d'atac i de velocitat, i la seva defensa especial està per sobre de la mitjana, fent que sigui un bon Pokémon de tipus normal. Nogensmenys, altres Pokémon del mateix tipus com ara Snorlax o Slaking li fan ombra. Però és capaç d'aprendre dos moviments únics a Rattata i ell mateix; Híper Ullal, que fa molt de mal i pot causar retrocés, i Súper Dent, que divideix els punts de salut del rival a la meitat. Un Rattata o Raticate amb Híper Ullal és un dels millors Pokémon a l'inici del joc, però a poc a poc va perdent valor a mesura que els rivals esdevenen més forts i poden deixar Raticate fora de combat sense problemes. Una bona combinació en batalles dobles és fer que el company de Raticate li infligeixi un problema d'estat com ara una cremada o un enverinament, cosa que té l'efecte d'augmentar l'atac de Raticate en un 50%.

### A l'anime[calcitació]
Ash Ketchum va ser posseïdor d'un Raticate durant un breu temps, quan el va intercanviar pel seu Butterfree. Tanmateix, estava disgustat amb el canvi i va demanar a l'altre entrenador que li el tornés. També va jugar papers menors en altres episodis, Jessie i James del Team Rocket també comparteixen un Raticate. Va ser llur primer Pokémon, assignat a ells durant el seu entrenament.